# 熱中性子炉
原子力工学における熱中性子炉（ねつちゅうせいしろ、英: thermal-neutron reactor）とは、主に熱中性子によって核分裂連鎖反応を維持する原子炉を言う。水（軽水・重水）または黒鉛などの減速材を必要とする。

## 概要

中性子を吸収したウラン235が、クリプトン92とバリウム141に核分裂した図。

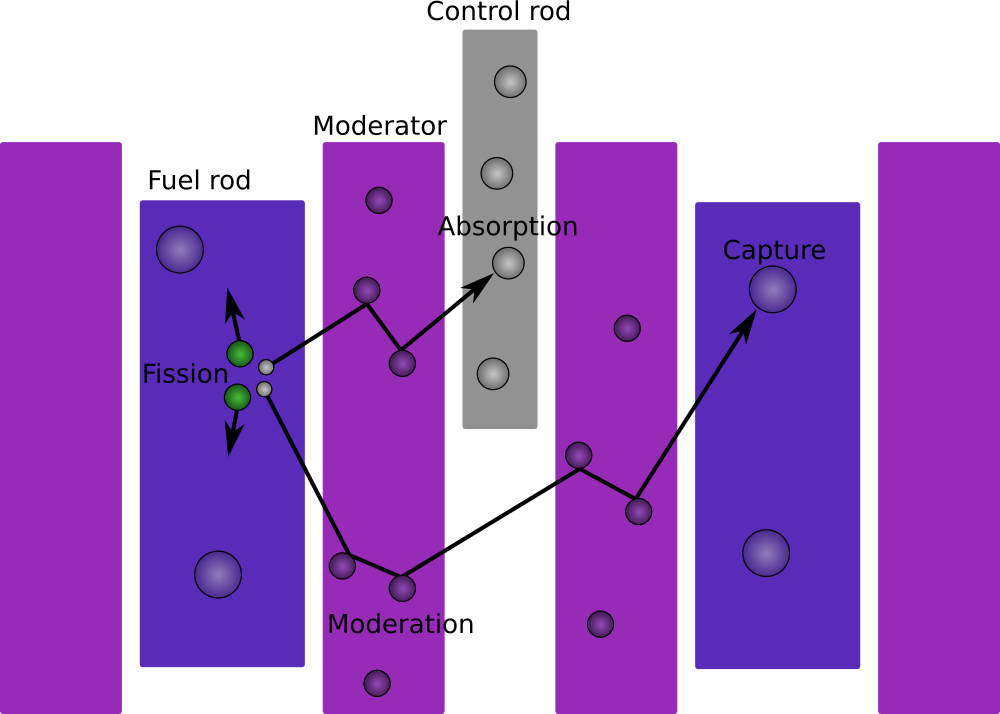
■：減速材
■：燃料棒
■：制御棒
或る燃料棒中で発生した高速中性子は減速材中で減速し熱中性子と呼ばれる状態へ変化した後、他の燃料棒へ達する。

原子炉内の核分裂連鎖反応に伴って放出される核分裂中性子は平均約2MeVもの運動エネルギーを持つ速い中性子である が、235U はこのようにエネルギーが高い中性子に対しては核分裂はし難い。ところが、中性子のエネルギーが「熱中性子」と俗称される0.03〜0.3[eV]にまで落ちてくると235U は、100〜1,000倍核分裂しやすくなるという特徴がある。
そのため、効率的な原子炉を作るには核分裂中性子をそのまま使うのではなく、他の原子核に繰り返し衝突させることでエネルギーを失わせた熱中性子を用いて核分裂連鎖反応に使った方が良い。とくに熱中性子による核分裂連鎖反応を維持する原子炉は熱中性子炉（thermal-neutron reactor）と呼ばれる。
なおここで、中性子からエネルギー失わせることを減速（moderation, slow down）と呼び、減速をさせる物質を減速材（moderator）と呼ぶ。

## 減速材の種類による炉型の分類
熱中性子炉に分類される炉型としては以下の三つがある。
軽水減速炉（light water moderated reactor）
一般に軽水炉と呼ばれる。普通の水を減速材として使用する炉を言う。この場合、軽水は冷却材としての役割も果たす。
重水減速炉（heavy water moderated reactor）
一般に重水炉と呼ばれる。重水を減速材として使用する炉を言う。冷却材としては重水を用いる場合と、軽水などの材料を使用する場合がある。
黒鉛減速炉（graphite moderated reactor）
一般に黒鉛炉と呼ばれる。黒鉛を減速材として使用する炉を言う。冷却材としては、炭酸ガス、ヘリウムなどの気体を使用する場合が多い。

## 比較
熱中性子炉に分類される軽水炉と、高速中性子炉に分類される高速増殖炉との比較表を以下に掲載する。
|            | 分裂に寄与 する中性子 | 燃料                                        | 減速材 | 冷却材     | 転換比 |
| ---------- | --------------------- | ------------------------------------------- | ------ | ---------- | ------ |
| 高速増殖炉 | 高速中性子            | プルトニウム約16 - 21% 劣化ウラン約79 - 84% | なし   | ナトリウム | 1.2    |
| 軽水炉     | 熱中性子              | ウラン235約3 - 5% ウラン238約95 - 97%       | 軽水   | 軽水       | 0.6    |

尚、上の表の転換比とは消費される核分裂性物質と、生成される核分裂性物質との比であり、1を超えると増殖率と呼ばれる。高速増殖炉では燃えた量よりも多くのプルトニウムを得ることが出来るため核分裂炉の完成型等と呼ばれる事がある。熱中性子炉の場合は転換比は1を超えることのできない設計となっているため増殖炉とすることは出来ない。また、冷却材にナトリウムを用いる高速増殖炉は、冷却材の温度を現在世界の発電炉の80%以上を占める軽水炉よりも200℃程度上げる事が出来るため、熱効率が高くなるという利点もある。ただ、高速増殖炉において冷却材にナトリウムを用いる場合、ナトリウムの化学的活性が強いため多くの技術的な問題がある事 等から熱中性子炉が多く用いられている。